# Pittheides desmotis
Pittheides desmotis är en fjärilsart som beskrevs av Holland 1928. Pittheides desmotis ingår i släktet Pittheides och familjen tandspinnare. Inga underarter finns listade i Catalogue of Life.